# Производственный шум
Производственный шум — акустический шум, возникающий на рабочих местах и предприятиях вследствие производственного процесса, при работе машин, оборудования и инструментов. В охране труда шум рассматривается с точки зрения влияния его на здоровье, как вредный производственный фактор.
По данным Росстата, в РФ в 2019 г. в условиях сильного шума, превышающего установленные санитарно-гигиенические нормы, работал каждый седьмой работник. А большая доза воздействия шума повышает риск ухудшения здоровья, включая необратимую и неизлечимую утрату слуха.

## Характер шумов
По характеру спектра выделяют:
- Широкополосные шумы — шумы со спектром более одной октавы
- Тональные — шумы с выраженной тональностью

По временным характеристикам:
- Постоянные
- Колеблющиеся
- Прерывистые
- Импульсные
- Низкочастотные

## Измерение шума
Для измерения уровня шума используют шумомеры. Но опасность для здоровья обычно создаёт не исключительно большая громкость, а суммарная доза воздействия умеренно сильного шума. Для интегрирования воздействия непостоянного шума за длительный период используют шумовые дозиметры. Специалисты по профессиональным заболеваниям из ФБУН «Екатеринбургского медицинско-научного центра профилактики и охраны здоровья рабочих промпредприятий» Роспотребнадзора провели исследования, которые обнаружили, что фактическая доза (эквивалентный уровень) шума при его измерении дозиметрами часто может превышать полученную при измерении шумомерами при проведении специальной оценки условий труда, например - до 19,7 дБ.
Воздействие на людей звуков низких частот, до 200 Гц, по сложившейся традиции измеряют с А-коррекцией. Однако известно, что это занижает их вредное действие.
В США государственные инспектора используют для определения дозы воздействия только шумовые дозиметры. Разработаны портативные устройства, сравнимые с микрофоном, которые крепятся на прищепке около головы работника.
Исследования, проведённые Национальным институтом охраны труда показали, что при установки на смартфон внешнего калиброванного микрофона, и подходящего приложения (например микрофон iMM-6, $15; и приложений NoiSee, SPL Pro, SPLnFFT, SoundMeter можно достаточно точно измерять уровень шума от 65 до 95 дБ.

## Воздействие промышленного шума на здоровье людей
Шум может привести не только к нарушениям слуха (в случае постоянного нахождения при шуме более 80 децибел), но может быть фактором стресса и повысить систолическое кровяное давление. По мнению специалистов-профпатологов, воздействие вредных производственных факторов (включая чрезмерный шум) не только являются причинами различных профессиональных заболеваний, но и — ослабляя организм и нарушая его нормальную жизнедеятельность — способствовать возникновению и усилению обычных заболеваний, не относящихся к профессиональным. Сильный шум, низкочастотные колебания (низкочастотный шум и инфразвук) могут воздействовать на органы и ткани напрямую.
Дополнительно, он может способствовать несчастным случаям, маскируя предупреждающие сигналы и мешая сконцентрироваться.
Шум может взаимодействовать с другими факторами угрозы на производстве, увеличивая риск для работников.
Чтобы определить степень воздействия шума на человека, проводятся измерения уровня шума и звуковое давление. Чрезмерный уровень шума оказывает неблагоприятное воздействие на здоровье людей, прежде всего на орган слуха, нервную и сердечно-сосудистую системы. Воздействие шума; и сочетание воздействия вибрации и шума оказывает значительное негативное влияние на работоспособность.

### Орган слуха
При повышенном уровне шума орган слуха вынужден приспосабливаться к таким условиям — и его чувствительность снижается. Если воздействие шума было кратковременным, и не слишком большим, то позднее происходит восстановление порога слышимости до прежнего значения, и его снижение — не необратимо (см. рисунок). При большем уровне шума, и/или при более длительном воздействии — восстановление происходит не полностью, и порог слышимости начинает возрастать. Установили, что такое снижение зависит от дозы шумового воздействия — то есть от того, каково общее воздействие шума на организм, включая периоды отдыха и сна. Увеличивает риск и увеличение уровня шума, и увеличение продолжительности его воздействия (то есть — доза) — так же, как и увеличение продолжительности воздействия. Повышенный уровень шума, воздействующий на рабочего после смены, также увеличивает риск ухудшения слуха, так как вносит вклад в суммарную дозу.
Максимум потерь слуха приходится на частоты, на пол-октавы выше (в 1,414 раза больше — прим.) воздействующего тона, однако при длительном воздействии зона влияния расширяется для всех тонов выше воздействующего. Показано, что наиболее неблагоприятными для органа слуха являются высокочастотные тоны 4000, 2000 и 1000 Гц (с. 103). Исследование слуха в расширенном диапазоне частот (10 — 20 кГц) показало, что для лиц, подвергающихся воздействию интенсивного производственного шума независимо от его спектрального состава, наряду с известным ранним симптомом — повышением порога слуха на частоте 4000 Гц характерно также повышение порога на частоте 12 000 Гц и параллельное расположение кривых костного и воздушного звукопроведения (с. 112).
Ухудшение слуха при чрезмерном воздействии шума сильно зависит от индивидуальных особенностей человека. Даже при значительном превышении безопасного уровня шума у части рабочих из-за их индивидуальной повышенной «живучести» может не наблюдаться значительного снижения порога слышимости — но это никак не влияет на ухудшение здоровья других рабочих.
При ухудшении слуха, вызванном чрезмерным воздействием шума, изменения чувствительности происходят не равномерно. В первую очередь снижается порог слуха для звуков высокой частоты (~ > 2 кГц), при этом никаких значительных изменений в восприятии звуков средних частот (используемых в повседневной жизни при общении) и низких частот нет, и начальный этап ухудшения слуха проходит незаметно для человека, никак не проявляясь в повседневной жизни. В дальнейшем происходит ухудшение чувствительности и для звуков высокой частоты, и для остальных. Эта особенность развития патологии была использована специалистами США и СССР для своевременного выявления снижения порога слышимости, и предотвращения ухудшения здоровья. Стандарт OSHA по охране труда при чрезмерном воздействии шума обязывает работодателя ежегодно проверять состояние органа слуха у рабочих (проводя аудиометрию). При обнаружении заметного отличия в пороге слышимости на аудиограммах для высоких частот можно своевременно выявить тех именно рабочих, у которых происходит ухудшение слуха — на начальном этапе. Стандарт содержит детальные указания по проведению аудиометрии (учёт возрастного ухудшения слуха) и корректирующим действиям при обнаружении ухудшения слуха. Аналогично в СССР были разработаны указания по проведению периодических медосмотров — включая не только аудиометрию, но и обследование рабочего отоларингологом и невропатологом, 1 раз в 2 года. В Великобритании законодательство обязывает работодателя регулярно проводить медосмотры рабочих, подвергающихся воздействию чрезмерного уровня шума, и проводить при этом аудиометрию. Эти медосмотры должны проводиться в рабочее время.
Эффективность средств индивидуальной защиты органа слуха от шума (наушников и вкладышей) на практике нестабильна, непредсказуема, и крайне низкая. По существу, результаты испытаний в лаборатории мало что говорят о том, какую реальную защиту может обеспечить конкретная модель СИЗ используемая конкретным рабочим (в том числе и из-за его индивидуальных анатомических особенностей — формы и размера ушного канала (для вкладышей) и головы около уха (для наушников); того, насколько правильно они вставляет/надевает СИЗ; и того, насколько он способен использовать эти СИЗ своевременно). Неопределённость и непредсказуемость индивидуальной чувствительности рабочего к чрезмерному воздействию шума, и непредсказуемость реальной эффективности СИЗ органа слуха делают средства коллективной защиты и регулярное проведение аудиометрии единственным способом надёжно защитить рабочего от ухудшения слуха.
Исследования, рассмотренные в обзорной работе показало, что при соответствующем подборе колебаний в противофазе, и подведении этих колебаний к черепу, можно полностью нейтрализовать воздействие шума на орган слуха за счёт воздушной проводимости. Это показывает, что даже защита одного лишь органа слуха за счёт наиболее распространённых СИЗ (вкладышей и наушников) не может быть полностью обеспечена, так как при большой интенсивности шума колебания будут достигать орган слуха через мягкие ткани и кости. Отмечалась возможность восприятия звуков через рецепторы кожи (с. 106).

### Сердечно-сосудистая система
У людей, работающих в условиях воздействия интенсивного шума, чаще наблюдается гипертоническая болезнь сердца, коронакардиосклероз, стенокардия, инфаркт миокарда. Жалобы на боли в сердце, сердцебиение и перебои обычно возникают не при физической нагрузке, а в покое и при нервно-эмоциональном напряжении. Данные о влиянии шума на артериальное давление противоречивы — у части людей оно снижается, а у части — повышается. По мере увеличения стажа частота гипертензивных состояний нарастает. Отмечалось изменение тонуса кровеносных сосудов, особенно капилляров, уменьшение кровотока. По данным ЭКГ у рабочих, подвергающихся чрезмерному воздействию шума, нередко обнаруживали функциональные нарушения миокарда, барикардию, синусовую аритмию и др. Изменения в сердечно-сосудистой системе наблюдались у рабочих, у которых отсутствовали признаки кохлеарного неврита. По данным при увеличении уровня шума на 1 дБА скорость прироста потерь слуха в 3 раза выше, чем нервно-сосудистых нарушений, и они составляют 1,5 и 0,5 % на каждый децибел уровня воздействующего шума.
Воздействие шума самолётов (длительность воздействия 3 часа) привело к увеличению кровяного давления на 9 мм. В работе показано влияние шума на развитие гипертонии у шведских рабочих. В работе показано влияние шума на рост систолического кровяного давления. Шум 70 дБА не приводил к изменениям в сердечно-сосудистой системе (с. 144).
У людей, подвергавшихся воздействию шума 88-107 дБА 6-8 часов в день в течение 10-15 лет обнаружено статистически-значимое увеличение систолического и диастолического кровяного давления, и частоты сердечных сокращений. Также обнаружена большая частота случаев нерегулярного ритма сердечных сокращений — по сравнению с рабочими, не подвергавшимися воздействию шума.
При проведении исследований была обнаружена статистически-значимая взаимосвязь между уровнем шума и кровяным давлением, а в работе отмечалось, что воздействие шума создаёт повышенный риск для сердечно-сосудистой системы, но проявление этого риска может быть различным, и может зависеть от индивидуальных особенностей человека.
По данным (с. 124) воздействие интенсивного шума на клетки организма тоже может происходить непосредственно — без участия органа слуха и нервной системы.
На здоровье людей влияет общая, суммарная доза воздействия шума — так, что отдых дома, если он находится в шумном месте, может усугубить влияние воздействия шума на работе. По данным воздействие шума оказывает значительное негативное влияние на сердечно-сосудистую систему. В 1999г ВОЗ пришла к заключению, что имеется слабая взаимосвязь между развитием повышенного кровяного давления, и воздействием шума при уровне всего лишь 67-70 дБА.
Исследования, проведённые позднее, показали, что при воздействии шума свыше 50 дБА повышается риск инфаркта миокарда из-за хронически повышенного уровня кортизола.

### Нервная система
Отмечено изменение реоэнцефалограммы (РЭГ) при воздействии шума 105 дБА в течение 20 минут, изменения у ткачей (нормальные РЭГ у ткачих старше 40 лет единичны), что позволило сделать вывод о негативном влиянии шума на мозговое кровообращение, и что шум является одной из основных причин изменений сосудов головного мозга..
Даже при отсутствии постоянного ухудшения слуха при воздействии шума, не превышающем допустимое, возрастание уровня шума с 64 до 77 дБА привело к возрастанию функциональных нарушений нервной системы в 2-2,5 и сердечно-сосудистой систем в 3-4 раза у операторов информационно-вычислительных центров. Вообще, при использовании достаточно чувствительных методов реакцию вегетативной нервной системы на шум можно обнаружить уже при 40-70 дБА (с. 137).
Воздействуя на нервную систему (в основном — через орган слуха), и нарушая её нормальную работу, шум через нервную систему в большей или меньшей степени нарушает нормальное функционирование фактически всех систем и органов организма. Проявления такого нарушения начинают обнаруживаться при уровне шума, значительно меньшем чем безопасный (для органа слуха) уровень 80 дБА.
По данным (с. 137) изменения в нервной системе при длительном воздействии шума могут стать необратимыми. А когда они могут быть обратимы — восстановление происходит медленно, и зависит от длительности и интенсивности воздействовавшего шума.

### Орган зрения и др.
По данным (с. 125—128) воздействие авиационного шума 115 дБА приводит к снижению чувствительности органов зрения (сумеречное зрение) на 20 % по сравнению с отсутствием шума. При изучении влияния шума на чувствительность дневного (колбочкового) зрения, реакция была менее однозначной. В красной части спектра чувствительность снижалась, в зелёной — повышалась; звуки высоких частот вызывали посветление видимого света, а звуки низких частот — его потемнение. Воздействие шума 85 дБА приводило к изменению критической частоты световых мельканий (для зелёного цвета — снижение, для оранжево-красного — повышение). шум изменяет критическую частоту слияния световых мельканий, устойчивость ясного видения, и латентный период зрительно-моторной реакции.
Исследование воздействия шума (98 дБА) на работников локомотивных бригад приводило к увеличению времени реакции на световой раздражитель на 13-14 %; число точных ответов снижалось на 51 %, а ошибок становилось больше на 44 %.
Отмечалось значительное негативное влияние шума на кровоснабжение головного мозга; а также то, что эти изменения наступают раньше, чем ухудшение слуха. По данным исследования воздействие шума на сосуды головного мозга может происходить не только через орган слуха, но и напрямую. Авторы сделали вывод — при уровне шума 105 дБА и выше (и тех частотах, которые они использовали), применение СИЗ органа слуха не обеспечит защиту сердечно-сосудистой системы, и использование СИЗОС («беруши») при широкополосном шуме 105 дБА не оказывает влияние на последствия воздействия шума на сердце и периферические сосуды — по сравнению с не-использованием «берушей». Это воздействие может проявляться, например, как головная боль.
В обзоре приводятся сведения о негативном влиянии шума на течение беременности у женщин. У подвергающихся воздействию шума больше частота преждевременных родов; в 2,2 раза чаще возникает угроза прерывания беременности; в 3 раза выше частота преждевременных родов; доля мертворождённых (по сравнению с контролем) значительно выше — 6,9 % и 3,9 %. У детей, семьи которых живут в условиях повышенного шума, часто выявляются задержка физического развития.
При воздействии инфразвука (2-16 Гц, 90-140 дБ) на крыс обнаружилось, что через 40 суток (и ранее) происходит кровоизлияние в лёгких; разрывы мелких кровеносных сосудов и изменения в клетках. В этом исследовании на животных указанные повреждения были обратимы, и при прекращении воздействия инфразвука повреждённые ткани постепенно заживали.
Воздействие промышленного шума может приводить к раздражительности, повышенной утомляемости, общей слабости, ослаблении памяти, головной боли, изменениям секреторной и моторной функций желудочно-кишечного тракта, нарушениям основного, витаминного, углеводного, белкового, жирового и солевого обменов.

### Заболеваемость и работоспособность
Воздействие шума 80 дБА в сочетании с повышенной температурой (29±1,5°С) привело к выраженному изменению показателей (временное смещение порога слуха, скрытое время простой и дифференцировочной реакций на световой и звуковой раздражители, мышечную выносливость, концентрацию внимания, систолический показатель). Причём при воздействии повышенной температуры эти показатели не менялись, то есть повышенная температура усугубляла последствия воздействия шума.
Воздействие шума приводит и к общему росту заболеваемости, ослабление организма, подавление его защитных сил, создаются благоприятные условия для заражения инфекциями. Отмечалось увеличение частоты острых респираторных вирусных заболеваний в 1,7-2 раза при комплексном влиянии шума и вибраций. Сочетание шума и вибраций усугубляет негативный эффект.
По данным (с. 134) из-за тесной связи между улиткой слухового аппарата и вестибулярного аппарата воздействие некоторых звуков может вызывать реакцию вестибулярного аппарата (жалобы на головокружение).
Воздействие интенсивного шума приводит сначала к повышению работоспособности, а затем к её снижению (с. 131—132). По данным Орловой (цитируется по с.132) шум 80 дБА в среднем снижал выносливость на 25 %, а утомляемость повышалась на 11 %. По её данным в первые два часа работы при шуме 70 дБА снижения выносливости не наблюдается, а к концу смены она составляет 18 %.

### Особенности воздействия импульсного шума
Рабочие могут подвергаться воздействию шума, который резко изменяется с течением времени; и такое воздействие может влиять на здоровье не так, как воздействие постоянного шума с эквивалентной дозой воздействия. По данным такой шум приводит к большему ухудшению состояния сердечно-сосудистой системы; повышенные уровни импульсного шума приводили к повышению давления в полтора раза чаще (22,2 и 34,7 %); для учёта большего ухудшения слуха вводилась корректирующая поправка 5 дБА (при определении эквивалентного среднесменного уровня шума). Однако некоторые другие исследования не выявили такого отличия (в разделе «3.4 Импульсный шум» документа приводится обзор и сопоставление исследований, давших разные результаты).
По мнению и западных, и советских/российских специалистов (с. 94-95), воздействие интенсивного шума заставляет орган слуха адаптироваться к новым условиям — происходит изменение механизма передачи колебаний от барабанной перепонки к чувствительному элементу, ослабляющее сигнал (акустический рефлекс). За счёт этого орган слуха продолжает получать информацию об окружающей обстановке, но сохраняется от повреждения слишком сильными сигналами. А если шум импульсный, и если в начале импульса возрастание звукового давления происходит слишком быстро (время перестройки порядка 10 мс), то орган слуха может не успеть адаптироваться, и слишком сильный сигнал дойдёт до чувствительного элемента без требуемого ослабления. Это может объяснить противоречивые результаты — если на рабочих воздействовал импульсный шум, у которого рост давления в начале импульса был не слишком большим, такой шум влиял на здоровье так же, как и постоянный; а если рост давления в начале импульса был слишком большим — влияние на здоровье было сильнее. Специалисты NIOSH считают необходимым проведение углублённого изучения параметра Crest factor («7.2 Импульсный шум» в.)
По данным при увеличении частоты следования импульсов эффект ослабляется, т.е. реакция организма начинает становиться схожей с реакцией на постоянный шум.
К 2016 г. проведение измерений уровня шума в разных странах не учитывало эту особенность в полной мере; и разные документы давали разные указания в отношении оценки импульсного шума — одни требовали вводить поправку, учитывающую (возможное) более сильное ухудшение здоровья, а другие — нет.

### Особенности воздействия низкочастотного шума
При разработке значений предельно-допустимых уровней шума используют среднесменные эквивалентные уровни шума, измеряемые с А-коррекцией, разработанной на основе исследования 1933 года Флетчера и Мансона. Однако исследование проводилось не для целей санитарно-гигиенического нормирования шума, а для оценки связи по телефону. Конкретно, участники исследования слушали звуки с помощью наушников, в то время как рабочие подвергаются воздействию шума, который действует на всё их тело, и вредное действие низкочастотных звуков занижается. В результате с 1969 года достаточно конкретно встал вопрос: насколько адекватно А-коррекция позволяет оценить вредное действие низкочастотных звуков?
Необходимо более точно учитывать вредное действие низкочастотного шума на людей.
Советские и российские специалисты широко использовали результаты измерений шума без коррекции для оценки условий труда при обслуживании авиационной техники, поскольку низкочастотный шум и инфразвук составляют значительную долю спектра такого шума.
| ПДУ инфразвука и шума                                                                                             | Инфразвук | Инфразвук | Инфразвук | Инфразвук | Промышленный шум | Промышленный шум | Промышленный шум | Промышленный шум | Промышленный шум |
| Частота, Гц | 2         | 4         | 8         | 16        | 16               | 32               | 63               | 125              | 250              |
| --- | --------- | --------- | --------- | --------- | ---------------- | ---------------- | ---------------- | ---------------- | ---------------- |
| Предельно допустимый уровень, дБА                                                                                 | -         | -         | -         | -         | 80               | 80               | 80               | 80               | 80               |
| А-коррекция | -         | -         | -         | -         | -56,7            | -39,4            | -26,2            | -16,1            | -8,6             |
| Предельно допустимый уровень, дБ                                                                                  | 100       | 95        | 90        | 85        | 136,7            | 119,4            | 106,2            | 96,1             | 88,6             |
| При частоте 16 Гц допускаются: уровень инфразвука - не выше 85 дБ, и уровень шума - до (80 дБА + 56,7 =) 136,7 дБ |           |           |           |           |                  |                  |                  |                  |                  |

### Сочетание воздействия шума и токсичных веществ; и/или лекарств
Некоторые токсичные вещества (и лекарства) могут повреждать орган слуха. При сочетании их воздействия на работника с шумом, эффект может многократно возрастать. По данным в США около 22 млн человек работает в условиях превышения ПДУ по шуму, и из них от 5 до 10 млн. (22÷45%) одновременно подвергаются воздействию и ототоксичных веществ. Исследования показали, что сочетание такого воздействия не только ускоряет и усиливает повреждение органа слуха, но может даже привести к необратимой утрате слуха при воздействии шума, которое считается безопасным.
| Пример роста риска из-за растворителей | Пример роста риска из-за растворителей     | Пример роста риска из-за растворителей | Пример роста риска из-за растворителей | Пример роста риска из-за растворителей | Пример роста риска из-за растворителей | Пример роста риска из-за растворителей        | Пример роста риска из-за растворителей        |
| Цех | средний возраст рабочих в 1958-59 гг., лет | число рабочих                          | Значительно ухудшился слух             | Значительно ухудшился слух             | средний уровень шума, дБА              | доля рабочих, использовавших СИЗ органа слуха | доля рабочих, использовавших СИЗ органа слуха |
| Цех | средний возраст рабочих в 1958-59 гг., лет | число рабочих                          | количество                             | доля                                   | средний уровень шума, дБА              | в 1958-59 гг.                                 | в 1979 г.                                     |
| --- | ------------------------------------------ | -------------------------------------- | -------------------------------------- | -------------------------------------- | -------------------------------------- | --------------------------------------------- | --------------------------------------------- |
| Лесопилка | 33                                         | 41                                     | 2                                      | 5%                                     | 99                                     | 12                                            | 46                                            |
| Производство древесной массы | 33                                         | 123                                    | 10                                     | 8%                                     | 94                                     | 2                                             | 23                                            |
| "Химический" участок | 32                                         | 47                                     | 11                                     | 23%                                    | 85                                     | 2                                             | 21                                            |
| В исследовании участвовало 319 работников деревоперерабатывающей компании, которые непрерывно работали 20 лет, у всех проверяли слух, начиная с 1958 или 1959 года. На "химическом" участке работники дополнительно подвергались воздействию растворителей. Текучесть рабочей силы была очень низкой, и эффект здорового рабочего исключался. |                                            |                                        |                                        |                                        |                                        |                                               |                                               |

## Мероприятия для сохранения здоровья рабочих

### Санитарно-гигиеническое нормирование воздействия шума
При уменьшении воздействия вредного производственного фактора (включая шум) риск развития профессионального заболевания снижается. При некотором уровне воздействия этот риск становится настолько мал, что им можно пренебречь. Поэтому для профилактики нарушений здоровья можно: (1) ограничивать воздействие вредного фактора, и (2) контролировать выполнение таких ограничений. Для защиты здоровья людей, которые могут подвергаться воздействию промышленного шума, в разных странах установлены ограничения предельно-допустимого уровня шума.

#### СССР и РФ
На основании большого числа исследований, в которых изучалось воздействие шума как на орган слуха, так и на нервную и другие системы организма, в 1956 году в СССР было установлено ограничение в 90 дБА для промышленных предприятий. Позднее, по мере поступления новой научной информации, это ограничение ужесточили. В 1969 году были разработаны санитарные нормы, в которых устанавливались дифференцированные нормы для производственных помещений разного назначения. В этом документе было установлено минимальное значение ПДУ для конструкторских бюро — 50 дБА, а максимальное значение было снижено до 85 дБА. В 1985 году, с учётом новой информации, максимальное значение ПДУ было снижено до 80 дБА, и эти ограничения сохранились в дальнейшем.
В 2015 году в РФ действовали ограничения, установленные в.
| N пп | Вид трудовой деятельности, рабочее место | Уровни звукового давления, дБ в октавных полосах со среднегеометрическими частотами, Гц | Уровни звукового давления, дБ в октавных полосах со среднегеометрическими частотами, Гц | Уровни звукового давления, дБ в октавных полосах со среднегеометрическими частотами, Гц | Уровни звукового давления, дБ в октавных полосах со среднегеометрическими частотами, Гц | Уровни звукового давления, дБ в октавных полосах со среднегеометрическими частотами, Гц | Уровни звукового давления, дБ в октавных полосах со среднегеометрическими частотами, Гц | Уровни звукового давления, дБ в октавных полосах со среднегеометрическими частотами, Гц | Уровни звукового давления, дБ в октавных полосах со среднегеометрическими частотами, Гц | Уровни звукового давления, дБ в октавных полосах со среднегеометрическими частотами, Гц | Уровни звука и эквивалентные уровни звука (в дБА) |
| --- | --- | --------------------------------------------------------------------------------------- | --------------------------------------------------------------------------------------- | --------------------------------------------------------------------------------------- | --------------------------------------------------------------------------------------- | --------------------------------------------------------------------------------------- | --------------------------------------------------------------------------------------- | --------------------------------------------------------------------------------------- | --------------------------------------------------------------------------------------- | --------------------------------------------------------------------------------------- | ------------------------------------------------- |
| N пп | Вид трудовой деятельности, рабочее место | 31,5                                                                                    | 63                                                                                      | 125                                                                                     | 25                                                                                      | 500                                                                                     | 1000                                                                                    | 2000                                                                                    | 4000                                                                                    | 8000                                                                                    | Уровни звука и эквивалентные уровни звука (в дБА) |
| 1 | Творческая деятельность, руководящая работа с повышенными требованиями, научная деятельность, конструирование и проектирование, программирование, преподавание и обучение, врачебная деятельность. Рабочие места в помещениях дирекции, проектно-конструкторских бюро, расчетчиков, программистов вычислительных машин, в лабораториях для теоретических работ и обработки данных, приема больных в здравпунктах | 86                                                                                      | 71                                                                                      | 61                                                                                      | 54                                                                                      | 49                                                                                      | 45                                                                                      | 42                                                                                      | 40                                                                                      | 38                                                                                      | 50                                                |
| 2 | Высококвалифицированная работа, требующая сосредоточенности, административно-управленческая деятельность, измерительные и аналитические работы в лаборатории; рабочие места в помещениях цехового управленческого аппарата, в рабочих комнатах конторских помещений, в лабораториях | 93                                                                                      | 79                                                                                      | 70                                                                                      | 68                                                                                      | 58                                                                                      | 55                                                                                      | 52                                                                                      | 52                                                                                      | 49                                                                                      | 60                                                |
| 3 | Работа, выполняемая с часто получаемыми указаниями и акустическими сигналами; работа, требующая постоянного слухового контроля; операторская работа по точному графику с инструкцией; диспетчерская работа. Рабочие места в помещениях диспетчерской службы, кабинетах и помещениях наблюдения и дистанционного управления с речевой связью по телефону; машинописных бюро, на участках точной сборки, на телефонных и телеграфных станциях, в помещениях мастеров, в залах обработки информации на вычислительных машинах | 96                                                                                      | 83                                                                                      | 74                                                                                      | 68                                                                                      | 63                                                                                      | 60                                                                                      | 57                                                                                      | 55                                                                                      | 54                                                                                      | 65                                                |
| 4 | Работа, требующая сосредоточенности; работа с повышенными требованиями к процессам наблюдения и дистанционного управления производственными циклами. Рабочие места за пультами в кабинах наблюдения и дистанционного управления без речевой связи по телефону, в помещениях лабораторий с шумным оборудованием, в помещениях для размещения шумных агрегатов вычислительных машин | 103                                                                                     | 91                                                                                      | 83                                                                                      | 77                                                                                      | 73                                                                                      | 70                                                                                      | 68                                                                                      | 66                                                                                      | 64                                                                                      | 75                                                |
| 5 | Выполнение всех видов работ (за исключением перечисленных в п.п.1-4 и аналогичных им) на постоянных рабочих местах в производственных помещениях и на территории предприятий | 107                                                                                     | 95                                                                                      | 87                                                                                      | 82                                                                                      | 78                                                                                      | 75                                                                                      | 73                                                                                      | 71                                                                                      | 69                                                                                      | 80                                                |
| Подвижной состав железнодорожного транспорта                                                                | |                                                                                         |                                                                                         |                                                                                         |                                                                                         |                                                                                         |                                                                                         |                                                                                         |                                                                                         |                                                                                         |                                                   |
| 6 | Рабочие места в кабинах машинистов тепловозов, электровозов, поездов метрополитена, дизель-поездов и автомотрис | 107                                                                                     | 95                                                                                      | 87                                                                                      | 82                                                                                      | 78                                                                                      | 75                                                                                      | 73                                                                                      | 71                                                                                      | 69                                                                                      | 80                                                |
| 7 | Рабочие места в кабинах машинистов скоростных и пригородных электропоездов | 103                                                                                     | 91                                                                                      | 83                                                                                      | 77                                                                                      | 73                                                                                      | 70                                                                                      | 68                                                                                      | 66                                                                                      | 69                                                                                      | 75                                                |
| 8 | Помещения для персонала вагонов поездов дальнего следования, служебных помещений, рефрижераторных секций, вагонов электростанций, помещений для отдыха багажных и почтовых отделений | 93                                                                                      | 79                                                                                      | 70                                                                                      | 63                                                                                      | 58                                                                                      | 55                                                                                      | 52                                                                                      | 50                                                                                      | 49                                                                                      | 60                                                |
| 9 | Служебные помещения багажных и почтовых вагонов, вагонов-ресторанов | 100                                                                                     | 87                                                                                      | 79                                                                                      | 72                                                                                      | 68                                                                                      | 65                                                                                      | 63                                                                                      | 61                                                                                      | 59                                                                                      | 70                                                |
| Морские, речные, рыбопромысловые и др. суда                                                                 | |                                                                                         |                                                                                         |                                                                                         |                                                                                         |                                                                                         |                                                                                         |                                                                                         |                                                                                         |                                                                                         |                                                   |
| 10 | Рабочая зона в помещениях энергетического отделения судов с постоянной вахтой (помещения, в которых установлена главная энергетическая установка, котлы, двигатели и механизмы, вырабатывающие энергию и обеспечивающие работу различных систем и устройств) | 107                                                                                     | 95                                                                                      | 87                                                                                      | 82                                                                                      | 78                                                                                      | 75                                                                                      | 73                                                                                      | 71                                                                                      | 69                                                                                      | 80                                                |
| 11 | Рабочие зоны в центральных постах управления (ЦПУ) судов (звукоизолированные), помещениях, выделенных из энергетического отделения, в которых установлены контрольные приборы, средства индикации, органы управления главной энергетической установкой и вспомогательными механизмами | 96                                                                                      | 83                                                                                      | 74                                                                                      | 68                                                                                      | 63                                                                                      | 60                                                                                      | 57                                                                                      | 55                                                                                      | 54                                                                                      | 65                                                |
| 12 | Рабочие зоны в служебных помещениях судов (рулевые, штурманские, багермейстерские рубки, радиорубки и др.) | 89                                                                                      | 75                                                                                      | 66                                                                                      | 59                                                                                      | 54                                                                                      | 50                                                                                      | 47                                                                                      | 45                                                                                      | 44                                                                                      | 55                                                |
| 13 | Производственно-технологические помещения на судах рыбной промышленности (помещения для переработки объектов промысла рыбы, морепродуктов и пр.) | 107                                                                                     | 95                                                                                      | 87                                                                                      | 82                                                                                      | 78                                                                                      | 75                                                                                      | 73                                                                                      | 71                                                                                      | 69                                                                                      | 80                                                |
| Автобусы, грузовые, легковые и специальные машины                                                           | |                                                                                         |                                                                                         |                                                                                         |                                                                                         |                                                                                         |                                                                                         |                                                                                         |                                                                                         |                                                                                         |                                                   |
| 14 | Рабочие места водителей и обслуживающего персонала грузовых автомобилей | 100                                                                                     | 87                                                                                      | 79                                                                                      | 72                                                                                      | 68                                                                                      | 65                                                                                      | 63                                                                                      | 61                                                                                      | 59                                                                                      | 70                                                |
| 15 | Рабочие места водителей и обслуживающего персонала (пассажиров) легковых автомобилей и автобусов | 93                                                                                      | 79                                                                                      | 70                                                                                      | 63                                                                                      | 58                                                                                      | 55                                                                                      | 52                                                                                      | 50                                                                                      | 49                                                                                      | 60                                                |
| Сельскохозяйственные машины и оборудование, строительно-дорожные мелиоративные и др. аналогичные виды машин | |                                                                                         |                                                                                         |                                                                                         |                                                                                         |                                                                                         |                                                                                         |                                                                                         |                                                                                         |                                                                                         |                                                   |
| 16 | Рабочие места водителей и обслуживающего персонала тракторов, самоходных шасси, прицепных и навесных сельскохозяйственных машин, строительно-дорожных и др. аналогичных машин | 107                                                                                     | 95                                                                                      | 87                                                                                      | 82                                                                                      | 78                                                                                      | 75                                                                                      | 73                                                                                      | 71                                                                                      | 69                                                                                      | 80                                                |
| Пассажирские и транспортные самолёты и вертолёты                                                            | |                                                                                         |                                                                                         |                                                                                         |                                                                                         |                                                                                         |                                                                                         |                                                                                         |                                                                                         |                                                                                         |                                                   |
| 17 | Рабочие места в кабинах и салонах самолётов и вертолётов: допустимые/оптимальные | 107 / 96                                                                                | 95 / 83                                                                                 | 87 / 74                                                                                 | 82 / 68                                                                                 | 78 / 63                                                                                 | 75 / 60                                                                                 | 73 / 57                                                                                 | 71 / 55                                                                                 | 69 / 54                                                                                 | 80 / 65                                           |

Примечание. Запрещается даже кратковременное пребывание в местах со звуковым давлением свыше 135 дБ.
Ограничение 80 дБА соответствует международному стандарту ИСО, адаптированному в США, и согласуется с современным уровнем мировой науки. К сожалению, разрушение системы контроля за условиями труда, и неблагоприятная экономическая ситуация после распада СССР, не позволяет в полной мере реализовать достоинства санитарно-гигиенического нормирования воздействия шума в РФ.
Кроме того, в СССР были разработаны научно-обоснованные ограничения для ультразвука и инфразвука.

#### США и Великобритания
До 1970 г. в США не было никакого общегосударственного закона, обязывающего каждого работодателя соблюдать требования охраны труда. Имелись отдельные требования (местных органов власти; требования к работодателям, выполняющим правительственные заказы; отраслевые) — разрозненные и неэффективные. ВВС установили ограничение 90 дБА в 1956 году.
После принятия Закона об охране труда в 1970г был создан Национальный институт охраны труда (NIOSH). Проанализировав имевшуюся тогда информацию, Институт разработал рекомендации, на основании которых в 1972г Управление по охране труда (OSHA) разработало первый общегосударственный стандарт с требованиями, обязательными для каждого работодателя всех отраслей народного хозяйства. В этом стандарте предельно-допустимый уровень шума ограничивался 90 дБА (что примерно соответствовало ограничениям, действовавшим тогда в СССР), а удвоение дозы воздействия шума происходило при увеличении уровня на 5 дБА.
Позднее, проанализировав новую научную информацию, и более углублённо изучив уже имевшуюся к 1972 году, в 1998 году NIOSH опубликовал новые рекомендации — по пересмотру стандарта 1972 года. Специалисты обоснованно рекомендовали следующие изменения: снизить ПДУ до 85 дБА; считать что удвоение дозы воздействия происходит при увеличении не 5, а 3 дБА; прекратить использование поправок на естественное возрастное ухудшение слуха при проведении аудиологических проверок, и ужесточить требования к ним; и другие изменения, которые по сути значительно сблизили бы требования стандарта США с требованиями стандарта ИСО и требованиями, принятыми в СССР. Но к 2023 г. добиться внесения указанных изменений не удалось.
Таким образом, в США в период 1972-2015 гг. действовал стандарт, который сами американские специалисты считают требующим значительных изменений — по крайней мере с 1998 г.. Эффективность программ защиты от шума в целом - низкая; главным образом из-за того, что основным средством профилактики ухудшения здоровья являются средства индивидуальной защиты от шума (СИЗОС).
В Великобритании установлены ПДУ 85 дБА, но работодателя обязывают обеспечивать рабочих СИЗОС начиная уже с 80 дБА. Американские специалисты, предложив снизить ПДУ до 85 дБА, также отметили, что уровень шума 80-85 нельзя считать безопасным для органа слуха — но не смогли собрать достаточно свидетельств для рекомендации снизить ПДУ до 80 дБА.

#### Нормирование в других странах
В таблице приводятся сведения о ПДУ шума в разных странах, источник.
| Предельно-допустимые уровни шума в разных странах | Предельно-допустимые уровни шума в разных странах | Предельно-допустимые уровни шума в разных странах                |
| Страна                                            | ПДУ, дБА (для 8-часовой смены)                    | Увеличение уровня, соответствующее удвоению дозы (Exchange rate) |
| ------------------------------------------------- | ------------------------------------------------- | ---------------------------------------------------------------- |
| Аргентина                                         | 90                                                | 3                                                                |
| Австралия                                         | 85                                                | 3                                                                |
| Бразилия                                          | 85                                                | 5                                                                |
| Канада                                            | 87                                                | 3                                                                |
| Страны Европейского Союза                         | 85                                                | 3                                                                |
| Чили                                              | 85                                                | 5                                                                |
| Китай                                             | 70-90                                             | 3                                                                |
| Финляндия                                         | 85                                                | 3                                                                |
| Франция                                           | 85                                                | 3                                                                |
| Германия                                          | 85, 70, 55                                        | 3                                                                |
| Венгрия                                           | 85                                                | 3                                                                |
| Индия                                             | 90                                                | -                                                                |
| Израиль                                           | 85                                                | 5                                                                |
| Италия                                            | 85                                                | 3                                                                |
| Нидерланды                                        | 80                                                | 3                                                                |
| Новая Зеландия                                    | 85                                                | 3                                                                |
| Норвегия                                          | 85, 55, 70                                        | 3                                                                |
| Испания                                           | 85                                                | 3                                                                |
| Швеция                                            | 85                                                | 3                                                                |
| Великобритания                                    | 85                                                | 3                                                                |
| США                                               | 90                                                | 5                                                                |
| Уругвай                                           | 90                                                | 3                                                                |

В большинстве стран ПДУ выше чем, в РФ (как, например в США — возможно по схожим причинам), а в некоторых странах ПДУ могут быть ниже 80 дБА (как в РФ).

#### Пересмотр ПДУ шума в РФ
В ряде публикаций специалисты предложили пересмотреть сравнительно жёсткие ограничения действующих санитарных норм. Авторы предложили повысить ПДУ до 85 дБА, и разрешить снижать классы условий труда при использовании СИЗ органа слуха (используя для оценки их эффективности результаты лабораторных испытаний — без учёта их значительного отличия от реальной эффективности). Они обосновали это тем, что воздействием шума на нервную, сердечно-сосудистую и другие системы (кроме органа слуха) можно пренебречь, и что такие последствия обратимы; тем, что в большинстве стран ПДУ 85 дБА, и тем, что согласно стандарту ИСО этот уровень не создаёт никакого повышенного риска ухудшения слуха.
Эти предложения были обоснованы не корректно. Например, допустимость игнорировать последствия воздействия шума на нервную и другие системы обосновывалась ссылкой на: «Большинство этих последствий являются, очевидно, преходящими», где (абзац полностью) сказано:
Большинство этих последствий являются, очевидно, преходящими, но при длительном характере шумового воздействия, некоторые неблагоприятные последствия принимали у подопытных животных хронический характер. Некоторые исследования с участием промышленных рабочих также подтверждают возможность существования такой зависимости, в то же время другие не обнаруживают никаких существенных последствий длительного шумового воздействия (Рем 1983; ван Дик 1990). Наиболее веские доказательства имеются по фактам влияния шума на функционирование сердечно-сосудистой системы, типа повышения кровяного давления или изменения химического состава крови. Значительное количество экспериментов, проведенных на животных, показало хронически высокие уровни кровяного давления, явившиеся результатом шумовых воздействий с уровнем от 85 до 90 дБА, которые не вернулись к исходным величинам после прекращения шумового воздействия (Петерсон и другие 1978, 1981 и 1983)
.
Также авторы не учитывали низкую регистрируемость профзаболеваний в РФ (по сравнению с США), так что выполнение их рекомендаций может способствовать ухудшению здоровья рабочих, и оно не соответствует мнению специалистов по профессиональным заболеваниям.

### Защита работников от шума

#### Использование средств индивидуальной защиты
Применение средств индивидуальной защиты органа слуха (наушников и вкладышей) — наименее надёжный способ сохранения здоровья людей. Причина в том, что гарантированно создавая дополнительную нагрузку и помехи в работе и общении (и, в некоторых случаях, опасность для жизни - когда рабочий не слышит предупреждающие сигналы), СИЗ органа слуха не могут обеспечить 100 % надёжность снижения воздействия шума на какую-то величину. В статьях о наиболее распространённых СИЗ (вкладыши, наушники) показаны диаграммы, где сравнивается декларируемая (по результатам сертификационных испытаний в лабораторных условиях) и реальная (по результатам испытаний в производственных условиях) эффективность, и значительное (непредсказуемое) отличие. Кроме того, если рабочие из-за необходимости общаться будут использовать СИЗ не постоянно, эффект от их применения может достигнуть нуля. Мнение западных учёных разделяют советские и российские специалисты по профзаболеваниям. Единственный способ своевременно выявить начало ухудшения слуха, и предотвратить его прогрессирование — высококачественные периодические медицинские осмотры.
Департамент условий и охраны труда в США требует от работодателей выдавать работникам СИЗОС при превышении ПДУ, но не считает их эффективными, и предпринял неудачную попытку снизить воздействие шума на рабочих более надёжными средствами.
По данным на западе провели три исследования влияния выдачи СИЗОС на риск ухудшения слуха. Все они показали, что никаких существенных отличий в частоте ухудшения слуха у работников, которым выдавали СИЗОС, и у тех, которые их не использовали - нет, пример.
Чтобы как-то снизить остроту проблемы, NIOSH предложил использовать оборудование, позволяющее проверять конкретное ослабление шума у каждого рабочего при использовании конкретной модели СИЗ органа слуха (с учётом способности рабочего правильно вставлять вкладыши в ухо, или правильно одевать наушники). Подобные устройства производятся крупными компаниями и дорого стоят, что затрудняет их широкое применение. Поэтому в Питтсбургской лаборатории Института было разработано предельно простое и недорогое устройство для быстрой и упрощённой проверки СИЗ органа слуха с самыми непредсказуемыми свойствами — вкладышей.
Кроме того, работодатели в развитых странах всё шире применяют системы производственного контроля эффективности СИЗОС, позволяющие измерить степень ослабления шума конкретной моделью СИЗОС у каждого работника индивидуально - для учёта того, как на эффективность влияют свойства средства защиты, его соответствие индивидуальным анатомическим особенностям работника, и того. насколько хорошо рабочий умеет надевать наушники или вставлять вкладыши. Такое оборудование считают незаменимым при первоначальном выборе подходящей модели и при обучении новых работников, не имевших опыта использования СИЗОС. В ряде стран, например в ФРГ, планируют сделать эти проверки обязательными (юридически) для всех работодателей.
Разработаны улучшенные СИЗОС с электроникой, не ослабляющие тихие звуки в период уменьшения непостоянного шума, и с улучшенной защитой от низкочастотных звуков. Но работодатели редко приобретают их из-за большей стоимости. Информация о том, как улучшения конструкции, может быть, влияют на способность предотвращать профзаболевания - пока отсутствует.
В РФ разработан стандарт для оценки эффективности защиты органа слуха с помощью СИЗОС. Этот документ позволяет учесть то, какой уровень шума на рабочем месте (уровни звукового давления на разных частотах) и какое ослабление шума обеспечивает конкретная модель СИЗОС (по данным лабораторных испытаний). Но никакого учёта отличий в лабораторной и реальной эффективности в этом стандарте нет; и его использование может привести к значительному завышению эффективности защиты по сравнению с реально обеспечиваемой на практике — даже при непрерывной носке.
Хотя противошумы малоэффективны, но они универсальны, и (теоретически) могут снизить опасность, создаваемую самыми разными источниками шума. Это, а также эффективное лоббирование своих интересов производителями и поставщиками СИЗ органов слуха (создавшими в начале 2000-х Ассоциацию СИЗ), привели к тому, что работодателей стимулируют использовать СИЗ, а не более надёжные средства коллективной защиты. То есть, для увеличения объёма продаж СИЗ, в данном случае очень неэффективных, в РФ используется государственная поддержка, и на многих предприятиях затраты на закупку СИЗ составляют главную статью расходов на охрану труда.

#### Средства коллективной защиты
Основными путями защиты от шума, позволяющим надёжно предотвратить ухудшение здоровья, являются:
1. Снижение шума в источнике (пример[93]);
2. Ослабление шума на пути его распространения от источника к работнику[94]; и
3. Уменьшение шума на рабочем месте (кабины, укрытия).

Разработаны бесплатно доступные учебные материалы, показывающие каким образом все эти принципы можно воплощать на практике, пример, а также. Кроме того, Международная организация по стандартизации разработала ряд стандартов по средствам коллективной защиты; и часть из них уже переведена и принята в СНГ, дополнив ГОСТы СССР.

#### Организационные мероприятия
Если продолжительность пребывания в шумной обстановке сократится, то при том же уровне громкости шума доза его воздействия уменьшится (Защита временем). Но возможности этого способа при сильном шуме невелики: Так как шкала измерения уровня шума логарифмическая, то изменение длительности воздействия в определённое число раз соответствует изменению уровня громкости (при сохранении длительности воздействия) на определённое число децибел. По мнению советских, российских и американских специалистов двукратному уменьшению дозы воздействия шума (Exchange rate) соответствует или двукратное уменьшение длительности воздействия, или снижение уровня шума — но всего лишь на 3 дБА. Тем не менее, рекомендуется обустраивать комнаты отдыха, столовые и другие помещения, в которые заходят люди, с максимально возможным снижением уровня шума в них — это и уменьшает дозу, и даёт органу слуха возможность частично восстановится. Для этого используются методы звукоизоляции и др.

#### Медицинские осмотры
Так как ухудшение слуха при воздействии сильного шума происходит постепенно, и начинается в области высоких частот, то регулярное проведение аудиометрии (при очень сильном шуме — более частое) может позволить выявить ухудшение до того, как оно затронет область средних частот, используемую при общении, и значительно влияющую на качество жизни. Программы сохранения слуха (США) обязывают работодателя регулярно проводить такие проверки; аналогичные требования есть в законодательстве Великобритании, и других странах Европейского Союза.
Аналогичные требования к проведению медицинских осмотров были в СССР и есть в РФ, и при этом такие осмотры более углублённые, чем простая аудиологическая проверка, проводимая ежегодно в США. Но на практике эти медосмотры не всегда проводятся, их проведение в значительной степени проходит в коммерческих медицинских учреждениях, а работодатель оказывает давление для того, чтобы регистрируемая профессиональная заболеваемость была минимальной или даже нулевой (например — Астраханская область в 2014 г., население >1 млн., ни одного случая). Это в значительной степени компенсирует полезность более подробных, но хуже организованных (на уровне требований законодательства) и хуже проводимых медосмотров в РФ:
Однако ни один из действующих ныне регламентов не содержит чёткого алгоритма действий работодателя, либо медицинских работников, направленных на первичную и раннюю вторичную профилактику профессиональных заболеваний у работников, подвергающихся воздействию производственного шума, то есть не только не решает, но и не ставит задачи удлинения сроков развития как начальных признаков воздействия шума на орган слуха, так и формирование последующих клинических стадий потери слуха увеличением стажа работы работника.
В СССР был разработан стандарт для оценки степени ухудшения слуха. Стандарт предусматривал не учитывать естественное возрастное ухудшение слуха (оно не вычиталось из ухудшения, полученного по результатам измерений), и классифицировал возможное ухудшение как признаки воздействия шума (ухудшение менее 10 дБ), и три степени ухудшения слуха (1-я — от 11 до 20 дБ; 2-я — от 21 до 30 дБ; и третья — свыше 30 дБ) для среднего арифметического ухудшения на частотах 500, 1000 и 2000 Гц. Также учитывалось ухудшение слуха на частоте 4000 Гц. В РФ разработан новый стандарт.
Критерии ухудшения слуха, используемые в действующем стандарте США (разработан OSHA в 1972 году, причём на основе стандарта 1969 г.) предполагали учёт естественного возрастного ухудшения слуха; а критерием значительного ухудшения слуха является ухудшение слуха на 10 дБ (среднее арифметическое ухудшения на трёх частотах 2000, 3000 и 4000 Гц) — хотя бы для одного из органов слуха.
Новые критерии, разработанные NIOSH с учётом накопленного опыта, рассматривали как значительное ухудшение — снижение слуха на 15 дБ на любой (хотя бы одной) из частот (500, 1000, 2000, 3000, 4000 и 6000 Гц) — хотя бы для одного из органов слуха (Раздел 5.5.1 Аудиометрия).
Международный стандарт не устанавливал конкретный единственно возможный критерий значительного ухудшения слуха, допуская разные варианты.
Наличие разных критериев значительного ухудшения слуха приводит к тому, что при обследовании группы людей, подвергающихся одинаковому воздействию шума, и использовании разных критериев, получатся разные результаты (при одинаковом фактическом ухудшения слуха).

### Противопоказания для работы в условиях повышенного уровня шума
Противопоказаниями для работы в условиях повышенного уровня шума являются: стойкое понижение слуха хотя бы на одно ухо (по любой причине); отосклероз и любые другие заболевания уха с неблагоприятным прогнозом для слуха; нарушение работы вестибулярного аппарата (по любой причине); неврозы (неврастения, истерия, психопатия); заболевания сердечно-сосудистой системы; гипертоническая болезнь; стойкая сосудистая дистония м стенокардия; невриты и полиневриты; органические заболевания центральной нервной системы (включая эпилепсию); язвенная болезнь двенадцатиперстной кишки в стадии обострения (стр. 206).
При рациональном профессиональном отборе рекомендуется направлять на рабочие места с повышенным уровнем шума людей в возрасте от 18 до 30 лет.